# Болкар
Болкар, пълно наименование Болкар дагларъ (на турски: Bolkar Dağları – планини Болкар), или Болкар даг (Bolkar Dagh – планина Болкар), по-рано Булгар дагларъ (Bulgar Dağları – Български планини) или Булгар даг (Bulghar Dagh – Българска планина) е планински хребет в Мала Азия, част от веригата Централен Тавър (делящ се на Източен, Киликийски/Арменски, Западен).
Планината граничи с проход по главния път между Анатолийското плато и средиземноморския сирийски регион. Най-високият връх Медеджик (Medetsiz) на планината се издига на 3524 м надморска височина; самият хребет има тектоничен произход.

## География
Хребетът, дълъг около 35 километра и разположен в направление югозапад-североизток, се намира във вилает Мерсин, на около 50 км северно-северозападно от гр. Мерсин.
По пътя от Европа за Азия през Леванта към Ориента Българската планина е вдясно, а обратно – от Киликия към Анатолия (по-точно Анатолийското плато) – вляво. От срещуположната страна на Българската планина косо през Юдейската порта в Тавър се издига Антитавър, или Арменски Тавър – Арменската планина.
Планинският масив е ограничен на запад от река Гьоксу, а на изток – от река Позанти. На север от планината се намира провинция Нигде (Niğde, произношение на турски Нийде) и известният от древността гр. Коня (виж Иконийски султанат), а на юг е вилает Мерсин с едноименния град Мерсин.
По отношение на климатичните и физикогеографските си особености планината е на границата между средиземноморския субтропичен южен климат и сухия хладен полъх на Анатолийското плато на север. Наблюдават се резки температурни амплитуди, като зимите са студени и влажни и северните склонове са снежни през зимата. Лятото е хладно и сухо.
Южните склонове са обрасли с червен бор, черен бор, кедър и ела типични за целия Тавър. Северните склонове имат характерния континентален климат на Централен Анадол, но на някои места са покрити с хвойна, глог и черен бор.
Планината е достъпна най-вече през май, юни и юли. От най-високия връх на планината при ясно време се открива разкошна панорама към Анатолийското плато на север, Средиземно море с Киликия на юг и планините Хасандаг и Аладаглар на североизток. Най-високият връх Медеджик е сравнително лесно достъпен от север, но от юг изкачването му е трудно и опасно. От юг планината обаче изглежда по-внушителна и красива.
Vipera bulgardaghica е отровна усойница, чийто ендемичен вид обитава тази планинска верига (виж и змийска яма).

## История
Историята на планинския район, откъдето произлиза и името на планината, е свързано с принудителното изселване на българи от Василий II след погрома на Първото българско царство. Арменският историк Аристакес Ластиверци в своето „Повествование“ писано в годините 1072 – 1087, отбелязва: ... 

Що се отнася до самия император (Басил 2), той отиде да се занимава с въпросите в западните части на империята, тъй като беше овладял земята на българите, техните области и градове, които дълго време след началото на  управлението му и водене на  трудни войни, той не бе в състояние да я завладее, но сега се появиха благоприятни възможности, тъй като този победоносен владетел (Цар Самуил) на тези земи, беше умрял, а синовете му (на цар Самуил) не се помириха един с друг и се предадоха на императора отивайки сами при него. Защото „Царство, разделено отвътре, не може да устои [Марк 3.14].“ Такъв беше случаят със страната на българите. Сега императорът премести далече синовете на българския тиранин от тяхното наследство, род и семейството им и им даде места за живеене в земята на Византия. Тогава той коварно събра на едно място всички войски от тази (Българска) земя, под предлог че щеше да им даде подаръци и да запише техния брой, но след това ги изпрати на Изток без възможност да се върнат от Изток. Те дойдоха и съсипаха земята. Уви, идването им на Изток и горко на местата където се придвижваха,те бяха зъл, безмилостен  народ, коравосърдечен и агресивен народ. Този пророчески плач може подходящо да бъде рецитиран за тях: „Земята преди тяхното идване беше като Едемската/Райска градина, но след тяхното идване стана пуста пустиня [Йоил II. 3].“ Ние казахме достатъчно за това. Нека се върнем към хода на нашия разказ. 
| „ | А българските жители той чрез измама (император Василий II Българоубиец) събрал на едно място, преструвайки се, че желае да ги възнагради, а след това заповядал да ги запишат във военните списъци и да ги изпратят на Изток по пътищата, от които няма връщане. Те дошли тук (в Армения, т.е. Велика Армения) и накрая разорили цялата тази страна (т.е. по византийската укрепителна линия в Анатолия). О, какво бедствие бе тяхното идване на Изток, колко нещастни са местата, през които те минаха! Що за злобен и безжалостен народ, жестокосърдечен и склонен към насилие! Уместно е да се повторят скръбните слова на пророка Йоил: Пред него земята е като райска градина, а след него ще бъде опустошена степ. Но достатъчно за това. | “ |

Новите им поселения са съсредоточени в южната част на Централен Анадол около планината Булгар Даг.
През 1083 г., след битката при Манцикерт, селджуките овладяват района. Тези българи впоследствие били ислямизирани и потурчени, а други били асимилирани от гърци и тюркоезични християни, наричани караманлии.